# Фридрих Карл Готлоб фон Льовенщайн-Вертхайм-Фройденберг
Фридрих Карл Готлоб фон Льовенщайн-Вертхайм-Фройденберг(на немски: Friedrich Carl Gottlob von Löwenstein-Wertheim-Freudenberg; * 29 юли 1743, Вертхайм; † 29 август 1825, Кройцвертхайм) от фамилията Вителсбахи, е граф на Льовенщайн-Вертхайм-Вирнебург (1779 – 1812), от 1812 г. княз на Льовенщайн-Вертхайм-Фройденберг. Фамилията Льовенщайн-Вертхайм е морганатичен клон на фамилията Вителсбахи.

## Живот
Той е големият син на Карл Лудвиг фон Льовенщайн-Вертхайм-Вирнебург (1712 – 1779) и съпругата му фрайин Анна Шарлота Дейм-Щритец (1722 – 1783).
Фридрих-Карл Готлоб е издигнат от баварския крал Максимилиан I Йозеф Баварски на 19 ноември 1812 г. в Мюнхен на княз на „Льовенщайн-Вертхайм-Вирнебург“, от 1812/1813 г. преименуван на княз фон „Льовенщайн-Вертхайм-Фройденберг“.
Той умира на 29 август 1825 г. на 82 години в Кройцвертхайм до Вертхайм.
- Дворец Кройцвертхайм до Вертхайм
- Замък Фройденберг в Баден

## Фамилия
Фридрих Карл Готлоб се жени на 23 март 1779 г. в Грумбах за графиня Франциска Юулиана Шарлота фон Залм, вилд- и Рейнграфиня в Грумбах (* 25 ноември 1744; † 30 декември 1820), дъщеря на Карл Валрад Вилхелм фон Салм-Грумбах, граф фон Залм, вилд- и Рейнграф в Грумбах (1701 – 1763) и графиня Юлиана Франциска фон Прьозинг-Лимпург (1709 – 1775). Те имат децата:
- Шарлота Мария (* 13 март 1780; † 31 май 1780)
- Карл Фридрих (* 26 април 1781; † 26 май 1852), княз на Льовенщайн-Вертхайм-Фройденберг
- Фридрих Кристиан Филип (* 13 май 1782; † 2 август 1850), принц на Льовенщайн-Вертхайм-Фройденберг
- Фридерика (*/† 9 октомври 1784)